# Königsteiner Schlüssel
Im Königsteiner Schlüssel ist festgelegt, wie die einzelnen Länder der Bundesrepublik Deutschland an gemeinsamen Finanzierungen zu beteiligen sind. Der Anteil, den ein Land danach tragen muss, richtet sich zu zwei Dritteln nach dem Steueraufkommen und zu einem Drittel nach der Bevölkerungszahl.
Der Schlüssel wird von der Gemeinsamen Wissenschaftskonferenz (GWK) jährlich neu berechnet und verdankt seine Entstehung dem Königsteiner Staatsabkommen vom 31. März 1949. Das Staatsabkommen hat durch die Aufnahme des Art. 91b Satz 2 in das Grundgesetz im Jahre 1969 verfassungsrechtliche Absicherung erfahren (jetzt: Art. 91b Abs. 3 GG).
Ort des Treffens, auf dem das Abkommen unterzeichnet worden ist, war die hessische Stadt Königstein im Taunus, die Namensgeber sowohl für den Königsteiner Schlüssel als auch das Königsteiner Staatsabkommen ist.

## Anwendungsbereich
Der Königsteiner Schlüssel löste ursprünglich das Finanzierungsmodell für die Deutsche Forschungshochschule ab, das im Staatsabkommen über die Errichtung einer deutschen Forschungshochschule in Berlin-Dahlem und die Finanzierung deutscher Forschungsinstitute vom 3. Juni 1947 zwischen den Ländern Bayern, Württemberg-Baden und Hessen vereinbart worden war. Das faktische Scheitern der Deutschen Forschungshochschule und die Notwendigkeit, ein Modell zur Forschungsförderung in allen westdeutschen Ländern, nicht nur in denen der amerikanischen Zone, zu finden, führte zum Königsteiner Staatsabkommen mit einem erweiterten Finanzierungsmodell. Im März 1949 wurde zu diesem Zweck im Rahmen des Staatsabkommens ein neuer Verteilungsschlüssel ermittelt, um die Kosten überregional bedeutender Forschungseinrichtungen gerecht auf die einzelnen Länder zu verteilen.
Der heutige Anwendungsbereich übersteigt den damaligen um ein Weites. Zahlreiche Abkommen bzw. Vereinbarungen greifen inzwischen auf ihn zurück. Die mit der Föderalismusreform 2006 ins Grundgesetz aufgenommene Vorschrift des Art. 104a Abs. 6 regelt auch die Frage, zu welchen Anteilen der Bund und die Länder für die Verletzung supranationaler oder völkerrechtlicher Verpflichtungen haften. Das dort vorgeschriebene Ausführungsgesetz, das Lastentragungsgesetz (LastG) vom 5. September 2006, verwendet ebenfalls den Königsteiner Schlüssel.
Wie bereits die Verteilung von Aussiedlern und Spätaussiedlern auf einzelne Bundesländer, erfolgt nach dem Königsteiner Schlüssel auch die Erstverteilung Asylbegehrender (gemäß § 45 AsylG). Für die Erstverteilung, aber auch für die Registrierung von Asylsuchenden verwendet das Bundesamt für Migration und Flüchtlinge (BAMF) das EDV-System EASY. Die Aufnahmequoten für die einzelnen Bundesländer werden von EASY mit Hilfe des Königsteiner Schlüssels errechnet. Die Einweisung eines Asylsuchenden in eine bestimmte Erstaufnahmeeinrichtung erfolgt unter Berücksichtigung der errechneten Quoten und seines Herkunftslandes durch das EDV-System. Bis 31. Oktober 2015 galt der Königsteiner Schlüssel nur für die Verteilung Erwachsener, nach dem Gesetz zur Verbesserung der Unterbringung, Versorgung und Betreuung ausländischer Kinder und Jugendlicher ist er seit dem 1. November 2015 auch auf die Verteilung unbegleiteter minderjähriger Flüchtlinge auf die einzelnen Bundesländer anwendbar.
Mit dem Krankenhausstrukturgesetz vom 13. Dezember 2015 ist ein Strukturfonds in Höhe von 500 Mio. EURO eingerichtet worden, der Vorhaben der Länder zur Verbesserung der Krankenhausstrukturen fördern soll; auf die Mittel können die Bundesländer nach § 12 Krankenhausfinanzierungsgesetz des Bundes anteilig entsprechend dem Königsteiner Schlüssel zurückgreifen.

## Verteilung
Für das Haushaltsjahr 2015 wurden die Daten des Steueraufkommens und der Bevölkerungszahl von 2013 zugrunde gelegt. Aufgrund seiner Bevölkerungszahl ist Nordrhein-Westfalen Hauptträger von gemeinsamen Finanzierungen, mit einigem Abstand gefolgt von Bayern und Baden-Württemberg.
Im Laufe der Jahre gab es einige Veränderungen, wie die folgende Tabelle zeigt:
| Land                   | „Königsteiner Schlüssel“ Anteil in % | „Königsteiner Schlüssel“ Anteil in % | „Königsteiner Schlüssel“ Anteil in % | „Königsteiner Schlüssel“ Anteil in % | „Königsteiner Schlüssel“ Anteil in % | „Königsteiner Schlüssel“ Anteil in % | Bev. Anteil % | Bev. Anteil % |
| Land                   | 2019                                 | 2018                                 | 2017                                 | 2016                                 | 2015                                 | 2014                                 | 2014          | 2020          |
| ---------------------- | ------------------------------------ | ------------------------------------ | ------------------------------------ | ------------------------------------ | ------------------------------------ | ------------------------------------ | ------------- | ------------- |
| Baden-Württemberg      | 13,04061                             | 13,01280                             | 13,01651                             | 12,96662                             | 12,86456                             | 12,97496                             | 13,20         | 13,35         |
| Bayern                 | 15,56072                             | 15,56491                             | 15,55039                             | 15,53327                             | 15,51873                             | 15,33048                             | 15,63         | 15,80         |
| Berlin                 | 5,18995                              | 5,13754                              | 5,09267                              | 5,08324                              | 5,04927                              | 5,04557                              | 4,27          | 4,41          |
| Brandenburg            | 3,02987                              | 3,01802                              | 3,02571                              | 3,03655                              | 3,06053                              | 3,06053                              | 3,02          | 3,04          |
| Bremen                 | 0,95379                              | 0,96284                              | 0,95115                              | 0,95331                              | 0,95688                              | 0,94097                              | 0,82          | 0,82          |
| Hamburg                | 2,60343                              | 2,55790                              | 2,55847                              | 2,55752                              | 2,52968                              | 2,52738                              | 2,17          | 2,23          |
| Hessen                 | 7,43709                              | 7,44344                              | 7,36424                              | 7,39885                              | 7,35890                              | 7,31557                              | 7,51          | 7,57          |
| Mecklenburg-Vorpommern | 1,98045                              | 1,98419                              | 2,00161                              | 2,01240                              | 2,02906                              | 2,04165                              | 1,97          | 1,94          |
| Niedersachsen          | 9,39533                              | 9,40993                              | 9,36559                              | 9,33138                              | 9,32104                              | 9,35696                              | 9,64          | 9,62          |
| Nordrhein-Westfalen    | 21,07592                             | 21,08676                             | 21,14355                             | 21,14424                             | 21,21010                             | 21,24052                             | 21,72         | 21,56         |
| Rheinland-Pfalz        | 4,81848                              | 4,82459                              | 4,83466                              | 4,83089                              | 4,83710                              | 4,83472                              | 5,06          | 4,93          |
| Saarland               | 1,19827                              | 1,20197                              | 1,20344                              | 1,21111                              | 1,22173                              | 1,21566                              | 1,22          | 1,18          |
| Sachsen                | 4,98208                              | 4,99085                              | 5,02467                              | 5,05577                              | 5,08386                              | 5,10067                              | 4,99          | 4,88          |
| Sachsen-Anhalt         | 2,69612                              | 2,75164                              | 2,77158                              | 2,79941                              | 2,83068                              | 2,85771                              | 2,75          | 2,62          |
| Schleswig-Holstein     | 3,40578                              | 3,40526                              | 3,41725                              | 3,39074                              | 3,40337                              | 3,38791                              | 3,49          | 3,50          |
| Thüringen              | 2,63211                              | 2,64736                              | 2,67851                              | 2,69470                              | 2,72451                              | 2,74835                              | 2,66          | 2,55          |
| Insgesamt              | 100                                  | 100                                  | 100                                  | 100                                  | 100                                  | 100                                  | 100           | 100           |

Bev. Anteil % = Anteil der Bevölkerung an der Gesamtbevölkerung Deutschlands

## Modifizierter Königsteiner Schlüssel
Falls bei Finanzierungsmaßnahmen auch der Bund einen Teil der Kosten übernimmt, wird der modifizierte Königsteiner Schlüssel verwendet. Hierbei übernimmt der Bund den gleichen Betrag wie das Land mit dem höchsten Anteil gemäß dem Standardschlüssel, wodurch sich folgende Aufstellung ergibt:
| Land                   | Anteil in % | Anteil in % |
| Land                   | 2018        | 2017        |
| ---------------------- | ----------- | ----------- |
| Baden-Württemberg      | 10,75       | 10,74       |
| Bayern                 | 12,85       | 12,84       |
| Berlin                 | 4,24        | 4,20        |
| Brandenburg            | 2,49        | 2,50        |
| Bremen                 | 0,80        | 0,79        |
| Hamburg                | 2,11        | 2,11        |
| Hessen                 | 6,15        | 6,08        |
| Mecklenburg-Vorpommern | 1,64        | 1,65        |
| Niedersachsen          | 7,77        | 7,73        |
| Nordrhein-Westfalen    | 17,41       | 17,45       |
| Rheinland-Pfalz        | 3,98        | 3,99        |
| Saarland               | 0,99        | 0,99        |
| Sachsen                | 4,12        | 4,15        |
| Sachsen-Anhalt         | 2,27        | 2,29        |
| Schleswig-Holstein     | 2,81        | 2,82        |
| Thüringen              | 2,19        | 2,21        |
| Bund                   | 17,41       | 17,45       |
| Insgesamt              | 100         | 100         |

## Vergleichbare Verfahren in anderen Staaten
Im Vereinigten Königreich werden öffentliche Ausgaben des Zentralstaats, die nur bestimmte Teilstaaten (England, Wales, Schottland, Nordirland) betreffen, nach der Barnett Formula bestimmt.

## Kritik
Klaus J. Bade kritisierte 2015 bei der Verteilung von Asylbegehrenden auf die Bundesländer, der Königsteiner Schlüssel „verursacht absurde Kosten und abstruses Leid, weil er auf lange Zeit verhindert, dass durch die Flucht zerrissene Familien in Deutschland wieder zueinander finden“.
Ein anderer Kritikpunkt betrifft die Anwendung des Königsteiner Schlüssels bei der Finanzierung von Bildungsausgaben durch den Bund. Wie viel Geld bei einer Aufteilung nach dem Königsteiner Schlüssel pro Schüler letztlich zur Verfügung steht, unterscheidet sich erheblich: Im Aktionsprogramm Aufholen nach Corona ergibt sich pro Schüler einer allgemeinbildenden oder beruflichen Schule in Nordrhein-Westfalen ein Betrag von 85,02 €, dagegen in Berlin ein Betrag von 116,02 €. Im Sonderausstattungsprogramm DigitalPakt Schule stehen einem in einer Bedarfsgemeinschaft lebenden Kind aus Bremen ca. 228 € zur Verfügung, in Bayern ca. 910 €. Die Gewerkschaft Erziehung und Wissenschaft (GEW) stellte 2021 für ein alternatives Modell verschiedene Berechnungsmöglichkeiten vor, bei dem das sozioökonomische Umfeld der Schulen berücksichtigt werden soll. Im August 2022 veröffentlichte die GEW konkrete Alternativvorschläge zum Königsteiner Schlüssel. Dabei wurde aber auch die unzureichende Datenlage kritisiert.
Vertreter des Landes Berlin kritisierten 2023, dass Stadtstaaten zu große Kontingente bei der Erstverteilung von Asylsuchenden (EASY) erhalten, da diese sich auch nach dem Königsteiner Schlüssel richtet und somit beispielsweise die Bundesländer Berlin, Sachsen und Rheinland-Pfalz jeweils annähernd die gleiche Personenanzahl zugewiesen bekommen, obwohl sie unterschiedlichen Platz für die Errichtung entsprechender Unterkünfte hätten.